# الدیوان
الدیوان (به ترکی استانبولی: Eldivan) یک منطقهٔ مسکونی در ترکیه است که در استان چانقری واقع شده‌است.